# Неверна жено
Неверна жено је трећи студијски албум Боже Николића издат 2002. године за Grand Production на аудио-касети и компакт-диску.
Песме на албуму су писали Божа Николић, Добривоје Марић Чарли, Перица Симоновић и Стојановић

## Списак песама
| №   | Назив                                        | Трајање |  |
| 1.  | И Париз и Беч (дует са Шабаном Бајрамовићем) |         |  |
| 2.  | Нек ме бију ветрови                          |         |  |
| 3.  | Неверна жено                                 |         |  |
| 4.  | Људи                                         |         |  |
| 5.  | Имаш ли душе ти                              |         |  |
| 6.  | Топли мај                                    |         |  |
| 7.  | Зашто сада Одлазиш                           |         |  |
| 8.  | Казаљке су поклопљене                        |         |  |
| 9.  | Маријана                                     |         |  |
| 10. | Отрове мој (дует са Наташом Ђорђевић)        |         |  |